# César Solari
César Solari (ur. 2 listopada 1946 w Guayaquil) – ekwadorski zapaśnik walczący w stylu wolnym. Olimpijczyk z Meksyku 1968, gdzie zajął 21. miejsce w kategorii do 52 kg.

## Letnie Igrzyska Olimpijskie 1968
| Konkurencja      | Rundy eliminacyjne            | Rundy eliminacyjne        | Klas. końcowa |
| Konkurencja      | Przeciwnik I                  | Przeciwnik II             | Miejsce       |
| ---------------- | ----------------------------- | ------------------------- | ------------- |
| 52 kg styl wolny | Petros Triandafilidis (GRE) P | Mohammad Ghorbani (IRI) P | 21.           |